# Escuelas Públicas de Revere
Las Escuelas Públicas de Revere (Revere Public Schools, RPS) es un distrito escolar de Massachusetts. Tiene su sede en Revere. El consejo escolar tiene siete miembros.

## Escuelas
Preparatorias:
- Escuela Superior de Revere (Revere High School)

Intermedias:
- Susan B. Anthony School for the Arts
- Garfield Middle School
- Rumney Marsh Academy

Primarias:
- Beachmont Veterans Memorial Elementary School
- Abraham Lincoln Elementary School
- William McKinley Elementary School
- Paul Revere Elementary School
- A. C. Whelan Elementary School

Alternativas:
- SeaCoast School